# Fabrizio De Fornaris
Fabrizio De Fornaris (Napoli, 1550 – Napoli, 1637) è stato un attore teatrale e commediografo italiano.

## Biografia
Fabrizio De Fornaris fu un attore comico che lavorò nella Compagnia dei Confidenti, una delle più celebri di quei tempi, assieme alla Compagnia dei Gelosi.
Entrambe si trovarono in Francia attorno al 1572 e De Fornaris risultò uno degli attori più apprezzati dal pubblico e dalla critica, divenuto celebre per il suo ruolo di Capitan Coccodrillo.
Nel biennio 1584-1585 si esibì a Parigi, dove pubblicò la sua commedia Angelica firmandosi come "comico Confidente".
L'Angelica è una commedia in cinque atti. La protagonista è una veneziana, alla quale i Turchi hanno rapito il padre e il fratello.  Lei e un giovane napoletano, Fulvio, si amano, ma è stata promessa in sposa dalla madre al Capitan Coccodrillo. Per poter incontrare il suo amato, Angelica decide di farlo passare per il fratello rapito. Quando però ritornano il vero fratello e il padre la situazione si complica, ma fortunatamente, la commedia termina con un lieto fine.
L'Angelica è fortemente ispirate ad una commedia di Giovanni Battista Della Porta intitolata l'Olimpia. Le due commedie sono simili sia nella trama sia per le battute e le modifiche apportate dal De Fornaris riguardarono più che altro la parte del Capitan Coccodrillo, che rispetto all'originale Capitan Trasilogo dell'Olimpia ha un ruolo più importante ed esteso e si esprime non in toscano ma in lingua spagnola.
Il Capitan Coccodrillo dell'Angelica risultò la prima figura di Capitano che sia stata pubblicata da un comico e influenzò per il suo linguaggio spagnolo tutte le figure di Capitani successive, come quelle di Lorenzo Franciosini, del Gaultier, di Vincenzo Belando.
Scrive di lui lo storico del teatro Luigi Rasi: «... e per non essere un Capitan degenerato, appena trova chi voglia tenergli fronte, si ritrae spaventato, ma senza abbandonar l'innata arroganza».
L'Angelica ebbe una traduzione francese intitolata Abel l'Angelier (1599), eseguita forse da Pierre de Laviry.

## Opere
- Angelica (1585).